# Semimeandrospira
Semimeandrospira es un género de foraminífero bentónico de la subfamilia Meandrospirinae, de la familia Cornuspiridae, de la superfamilia Cornuspiroidea, del suborden Miliolina y del orden Miliolida. Su especie tipo es Meandrospira? karnica. Su rango cronoestratigráfico abarcaba el Carniense (Triásico superior).

## Clasificación
Algunas clasificaciones incluyen a Semimeandrospira en la familia Meandrospiridae.
Semimeandrospira incluye a las siguientes especies:
- Semimeandrospira karnica †
- Semimeandrospira rauli †